# Giuseppe Altobello
Giuseppe Altobello (Campobasso 1869, Campobasso 1931) fue un médico, naturalista y zoólogo italiano conocido principalmente  por  la definición y estudio de especies  que habitaban los Apeninos como el   lobo italiano y el  oso de los apeninos.
Cirujano en realidad de profesión desde temprana edad demostró una pasión por la naturaleza y el senderismo que le llevaría a investigar la fauna que poblaba la cordillera de los Apeninos en especial las dos especies anteriormente  referidas notando aquellas diferencias o particularidades que las distinguían de las que habitaban en otros lugares europeos. Centró su investigación en las regiones de los Abruzzos y Molise en la zona centro-sur de Italia, estudiando sus roedores, insectos, mamíferos o pájaros.
Como curiosidad también escribió algunos poemas y sonetos en el dialecto propio de Molise bajo el pseudónimo de Ming Cunzulette.